# 無限電光
無限電光株式会社（むげんでんこう、MUGEN DENKO CO,LTD. ）は、日本のオートバイ、乗馬用品の製造業者である。主にヒットエアー （Hit Air ）ブランドでオートバイ乗車及び乗馬用のライディングウェアを販売している。

## ヒットエアー
ヒットエアーのライディングウェアは、肩・肘パッド及び脊椎パッドなどのプロテクターを装備したジャケットにコアと呼ばれる内蔵型エアバッグシステムを追加したものである。ジャケット型のほか、一部ベスト型のものも製造されている。
コアと呼ばれるエアバッグシステムは着用したジャケットに内蔵されたカートリッジ式二酸化炭素ガスボンベのキーとオートバイの車体などに付属の伸縮ワイヤーで固定し、事故によってライダーが車体から放り投げられるなど25kg以上の張力がかかるとコアからキーがリリースされ、バネの力でボンベの封板を撃針が破り、二酸化炭素が放出され気室が0.5秒程度と急速に膨張する。気室は首の後ろ、背中、側腹部に配置され、ライダーが受ける衝撃を緩和するようになっている。またコアは、最大限に膨らんだ後、ガス抜きバルブが作動し、徐々に減圧し通常の状態に戻り、大きな破損が無い限りはカートリッジを交換することにより繰り返し使用が可能となっている。
海外のプロライダーや、スペイン、中国、ギリシャなどの警察が導入。ブラジルではバイク便業者に着用を義務付けるなど、海外で評価され、海外のライダーウエアメーカーにもOEM供給されている。その後日本でも海外での評価が伝わり、日本でも白バイ乗務員や一部のバイク便業者に採用されている。

## 効用
他の車両や障害物との衝突、転倒時などの際、ライダーが車体から大きく、かつ遠くの水平な道路面に投げ出された時に、最も保護効果を発揮する。
車体から飛ばされるとほぼ同時に、他物と衝突した場合は、エアバッグの展開時間（0.5秒）に間に合わないため、効果は限定的となる。
ジャケットは丈夫で厚いため、軽めの即時衝突には、ある程度の身体保護効果が期待できる。
ただしエアバッグの展開後であっても、路外に転落したり、垂直の他物に高速度で衝突したり、突出した他物に刺さったりした場合は、効果は限定的となる。ジャケットが保護しない部分に衝撃があった場合も同様である。
なお、中速、低速で車体転倒したような場合であって、伸縮ワイヤーに25kg以上の張力が掛からない場合には、転倒した車体に、ワイヤー経由で引っ張られてライダーが引き倒されるため、傷害の程度がやや重くなる傾向もある。膝や肘のプロテクターも、面倒であるが、装着が推奨される。
停止時の後方から追突などとっさに車体を置いて逃げたい場合も、ワイヤーのロックを忘れず素早く外さないと、逃げるのに支障が出る場合があり、要注意である。（25kg以上の張力は思ったより強い張力のため）

## 外部サイト
- 公式ウェブサイト（日本語）